# Asperobythere
Asperobythere is een geslacht van kreeftachtigen uit de klasse van de Ostracoda (mosselkreeftjes).

## Soorten
- Asperobythere striata Schornikov & Mikhailova, 1990
- Asperobythere sublimis (Polenova, 1952) Schornikov & Mikhailova, 1990 †